# Romell Quioto
Romell Quioto (Balfate, 1991. augusztus 9. –) hondurasi válogatott labdarúgó, a kanadai Montréal csatárja.

## Pályafutása

### Klubcsapatokban
Quioto a hondurasi Balfate községben született. Az ifjúsági pályafutását az Unión Ájax akadémiájánál kezdte.
2009-ben mutatkozott be a Vida felnőtt keretében. A 2012–13-as szezon első felében a lengyel első osztályban szereplő Wisła Kraków csapatát erősítette kölcsönben. 2014-ben az Olimpia, majd 2017-ben az észak-amerikai első osztályban érdekelt Houston Dynamo szerződtette. 2019. november 20-án a Montréal együtteséhez igazolt. 2020. február 29-én, a New England Revolution ellen hazai pályán 2–1-re megnyert mérkőzésen lépett pályára és egyben meg is szerezte első gólját a klub színeiben.

### A válogatottban
Quioto az U23-as korosztályos válogatottban is képviselte Hondurast, emellett tagja volt a 2016-os riói olimpiára küldött nemzeti labdarúgó-keretnek.
2012-ben debütált a felnőtt válogatottban. Először a 2012. január 3-ai, Ecuador ellen 2–0-ra elvesztett mérkőzés 62. percében, Anthony Lozanot váltva lépett pályára. Első válogatott gólját 2016. február 10-én, Guatemala ellen 3–1-es vereséggel zárult barátságos mérkőzésen szerezte meg.

## Statisztikák
2023. május 14. szerint
| Klub           | Szezon   | Osztály  | Bajnokság | Bajnokság | Kupa  | Kupa | Nemzetközi | Nemzetközi | Összesen | Összesen |
| Klub           | Szezon   | Osztály  | Meccs     | Gól       | Meccs | Gól  | Meccs      | Gól        | Meccs    | Gól      |
| -------------- | -------- | -------- | --------- | --------- | ----- | ---- | ---------- | ---------- | -------- | -------- |
| Houston Dynamo | 2017     | MLS      | 26        | 7         | 0     | 0    | —          | —          | 26       | 7        |
| Houston Dynamo | 2018     | MLS      | 32        | 6         | 4     | 2    | —          | —          | 36       | 8        |
| Houston Dynamo | 2019     | MLS      | 18        | 2         | 0     | 0    | 5          | 0          | 23       | 2        |
| Houston Dynamo | Összesen | Összesen | 66        | 15        | 4     | 2    | 5          | 0          | 75       | 17       |
| Montréal       | 2020     | MLS      | 21        | 9         | 0     | 0    | 4          | 1          | 25       | 10       |
| Montréal       | 2021     | MLS      | 19        | 8         | 1     | 1    | —          | —          | 20       | 9        |
| Montréal       | 2022     | MLS      | 31        | 15        | 1     | 0    | 3          | 1          | 35       | 16       |
| Montréal       | 2023     | MLS      | 7         | 3         | 1     | 0    | —          | —          | 8        | 3        |
| Montréal       | Összesen | Összesen | 78        | 35        | 3     | 1    | 7          | 2          | 88       | 38       |
| Összesen       | Összesen | Összesen | 144       | 50        | 7     | 3    | 12         | 2          | 163      | 55       |

### A válogatottban
| Válogatott | Év       | Pályára lépés | Gól |
| ---------- | -------- | ------------- | --- |
| Honduras   | 2012     | 1             | 0   |
| Honduras   | 2014     | 7             | 0   |
| Honduras   | 2015     | 8             | 0   |
| Honduras   | 2016     | 11            | 4   |
| Honduras   | 2017     | 13            | 3   |
| Honduras   | 2018     | 3             | 1   |
| Honduras   | 2019     | 4             | 0   |
| Honduras   | 2021     | 7             | 4   |
| Honduras   | 2022     | 9             | 1   |
| Honduras   | 2023     | 2             | 0   |
| Összesen   | Összesen | 65            | 13  |

#### Góljai a válogatottban
| #  | Időpont             | Helyszín                                                  | Ellenfél                | Gólok | Eredmény | Kiírás                                       |
| -- | ------------------- | --------------------------------------------------------- | ----------------------- | ----- | -------- | -------------------------------------------- |
| 1  | 2016. február 10.   | Estadio Doroteo Guamuch Flores, Guatemalaváros, Guatemala | Guatemala               | 1–0   | 1–3      | Barátságos mérkőzés                          |
| 2  | 2016. március 29.   | Estadio Olímpico Metropolitano, San Pedro Sula, Honduras  | Salvador                | 2–0   | 2–0      | 2018-as VB-selejtező                         |
| 3  | 2016. szeptember 2. | Estadio Olímpico Metropolitano, San Pedro Sula, Honduras  | Kanada                  | 2–1   | 2–1      | 2018-as VB-selejtező                         |
| 4  | 2016. november 15.  | Estadio Olímpico Metropolitano, San Pedro Sula, Honduras  | Trinidad és Tobago      | 1–0   | 3–1      | 2018-as VB-selejtező                         |
| 5  | 2017. június 13.    | Estadio Rommel Fernández, Panamaváros, Panama             | Panama                  | 1–0   | 2–2      | 2018-as VB-selejtező                         |
| 6  | 2017. szeptember 5. | Estadio Olímpico Metropolitano, San Pedro Sula, Honduras  | Egyesült Államok        | 1–0   | 1–1      | 2018-as VB-selejtező                         |
| 7  | 2017. október 10.   | Estadio Olímpico Metropolitano, San Pedro Sula, Honduras  | Mexikó                  | 3–2   | 3–2      | 2018-as VB-selejtező                         |
| 8  | 2018. október 11.   | Estadi Olímpic Lluís Companys, Barcelona, Spanyolország   | Egyesült Arab Emírségek | 1–0   | 1–1      | Barátságos mérkőzés                          |
| 9  | 2021. július 13.    | BBVA Stadion, Houston, Amerikai Egyesült Államok          | Grenada                 | 4–0   | 4–0      | 2021-es CONCACAF-aranykupa                   |
| 10 | 2021. július 17.    | BBVA Stadion, Houston, Amerikai Egyesült Államok          | Panama                  | 1–0   | 3–2      | 2021-es CONCACAF-aranykupa                   |
| 11 | 2021. július 17.    | BBVA Stadion, Houston, Amerikai Egyesült Államok          | Panama                  | 3–2   | 3–2      | 2021-es CONCACAF-aranykupa                   |
| 12 | 2021. november 16.  | Estadio Nacional, San José, Costa Rica                    | Costa Rica              | 1–1   | 1–2      | 2022-es VB-selejtező                         |
| 13 | 2022. június 6.     | Estadio Olímpico Metropolitano, San Pedro Sula, Honduras  | Curaçao                 | 1–2   | 1–2      | 2022–23-as CONCACAF-nemzetek-ligája (A liga) |

## Sikerei, díjai
Houston Dynamo
- US Open Cup
  - Győztes (1): 2018

Montréal
- Kanadai Kupa
  - Győztes (1): 2021
  - Döntős (1): 2023